# Trichoplusia cinnabrina
Trichoplusia cinnabrina là một loài bướm đêm trong họ Noctuidae.